# Черч Хил (Тенеси)
Черч Хил (енгл. Church Hill) град је у америчкој савезној држави Тенеси.

## Демографија
По попису из 2010. године број становника је 6.737, што је 821 (13,9%) становника више него 2000. године.
| Група             | 2000.         | 2010.         |
| Белци             | 5.772 (97,6%) | 6.450 (95,7%) |
| Афроамериканци    | 77 (1,3%)     | 95 (1,4%)     |
| Азијати           | 13 (0,2%)     | 39 (0,6%)     |
| Хиспаноамериканци | 24 (0,4%)     | 91 (1,4%)     |
| Укупно            | 5.916         | 6.737         |